# Hélène Robert-Mazel
Hélène Robert-Mazel   (1832 - 1857) fou una compositora i pianista francesa de la primera meitat del segle xix.
Es donà conèixer vers l'any 1830 com a concertista i autora, publicant nombroses composicions vocals i instrumentals que encara es recomanen per la seva fluïdesa melòdica i per l'interès i riquesa de l'harmonia.